# فوزي الصويعي
فوزي عمر محمد الصويعي (1955 -) هو فنان تشكيلي ليبي.

## حياته ونشأته
ولد عام 1955 بطرابلس، المؤهل العلمي: بكالوريوس فنون جميلة جامعة سان فرانسيسكو / بكالوريوس إخراج سينمائي جامعة سان فرانسيسكو.

## مسيرته
عمل بقطاع الإعلام من 1978 إلى 1994.
• من مؤسسي قسم الفنون التشكيلية باللجنة الإدارية للإعلام الثوري.
• تولى منصب رئاسة رابطة الفنانين التشكيليين في ليبيا.
• عضو مؤسس لدار الفنون.
• مشرف فني بصحيفة الصدى الرياضي خلال سنوات التأسيس الأولى بإيطاليا.
• شارك في المعرض المتنقل في عدة دول أجنبية.
• شارك في رسم رحلة الأربعة آلاف يوم من قصة الثورة.
• شارك في أغلب المعارض المحلية والخارجية.
• متحصل على الجائزة الدولية الثالثة (مسابقة نيلسون مانديلا).
• تحصل على الجائزة التقديرية لسنة 2009.
• عضو اللجنة الإدارية للهيئة العامة للخيالة والمسرح والفنون.
مدير إدارة الفنون التشكيلية.